# Schola Cantorum (medeltiden)
Schola Cantorum var ett sångarkollegium vid större medeltida kyrkor med stor traditionsbevarande betydelse för den gregorianska sången.

## Historik
Schola Cantorum var den utbildade påvliga kören under medeltiden, som specialiserar sig på utförandet av entonig sång. Även om legenden associerar dem med påvedömet av Gregorius den store, finns det inga historiska belägg för detta påstående. Scholan anges i historiska skrifter i början i den 700-talet, eventuellt i börjar av perioden Sergius I. Den spelade en viktig och omtvistad roll i överföringen av romerska sånger till det karolingiska Charlemagne, där fusion av romersk och gallicansk sång utvecklats till vad vi nu känner som gregoriansk sång.
Mellan åren 876 och 1073 registrerades den tidigaste av Schola Cantorum för att ha utfört en underlig dans med tydligt hedniska ursprung kallad Cornomania, på lördagen efter påsk på Lateranplatsen i Rom. Han skulle bära en krans med horn på huvudet, svinga en skallra med klockor, strö lagerträdsblad, och ropa på ett okänt språk, "Iaritan, iaritan, iariariasti, raphayn, iercoin, iariariasti".
I modern tid har benämningen tagits upp på olika institutioner, som i Paris 1894 (allmän musikhögskola) och i Basel 1933 (musikhögskola för klassisk musik).
I Stockholm grundades 1933 en Schola contorum vid Storkyrkan av Sven Lisell och D. Wikander.